# الشرطة الإدارية في ألمانيا النازية

Polizeiadler

الشرطة الإدارية للرايخ الثالث ( (بالألمانية: Verwaltungspolizei)‏، لم يكن مسؤولاً فقط عن الإدارة الداخلية لأجهزة الشرطة، ولكن أيضًا عن العديد من الوظائف الإدارية التي تؤديها في بلدان أخرى وكالات مدنية بحتة.

## إدارات شرطة الولاية
كان مفوضو الشرطة في إدارات شرطة الولاية في المدن من محامي الشرطة في الشرطة الإدارية بدرجات Polizeidirektor أو Polizeipräsident. يتألف موظفو الشرطة الإدارية من محامي الشرطة والمسؤولين الإداريين في الشرطة، فضلاً عن سجناء سجون الشرطة.
مهمة
تعاملت الشرطة الإدارية في إدارات شرطة الولاية مع الأمور التالية:
- الإدارة المالية لإدارة شرطة الولاية.
- جوازات السفر ومراقبة الأجانب والتسجيل المدني (بما في ذلك قوانين نورمبرغ ) وتسجيل المجندين.
- لوائح المرور والممرات المائية والتفتيش على الحرائق.
- مراقبة المنشآت التجارية وتراخيصها.
- اللوائح المتعلقة بالجرائم التي يعاقب عليها القانون والمسائل المتعلقة بالرفاهية والتفتيش الصحي والتفتيش على الأغذية والطب البيطري.

## شؤون الموظفين
ينتمي مسؤولو الشرطة الإدارية إلى أربعة مسارات وظيفية مختلفة مثل الخدمة المدنية العامة.

### المسارات الوظيفية والتوظيف
| المسار الوظيفي                         | التعليم المدني المطلوب للمرشحين من الحياة المدنية | تعيين المسؤولين الإداريين العاملين في إدارات شرطة الولاية وكموظفين في الشرطة الإدارية البلدية                        | توظيف المسؤولين الإداريين خدمة في غيستابو/Sicherheitspolizei |
| -------------------------------------- | ------------------------------------------------- | --- | --- |
| einfacher Dienst (أقل الوظيفي)         | فولكسشوله                                         | 100 ٪ من ضباط شرطة حماية الدولة (ضباط شرطة الحماية البلدية )                                                         | 80٪ من ضباط شرطة حماية الدولة الذين تزيد أعمارهم عن 8 سنوا ؛ 20٪ من الحياة المدنية كما Polizeverwaltungslehrlinge (متدربين إدارة الشرطة). |
| mittlerer Dienst (منتصف العمر الوظيفي) | مدرسة مهنية                                       | 90 ٪ من ضباط شرطة حماية الدولة (ضباط الشرطة البلدية) مع أكثر من 10 سنوات من العمر ؛ 10٪ من الحياة المدنية.           | 50٪ من ضباط شرطة حماية الدولة الذين تزيد أعمارهم عن 8 سنوات؛ 50٪ من الحياة المدنية. |
| gehobener دينست (المهنة العليا)        | أبيتور                                            | 50 ٪ من ضباط شرطة حماية الدولة (ضباط شرطة الحماية البلدية) مع ما لا يقل عن 12 سنة من العمر ؛ 50 ٪ من الحياة المدنية. | 50٪ من ضباط شرطة حماية الدولة الذين لا يقل عمرهم عن 12 سنة؛ 50٪ من الحياة المدنية. الترويج من الوظيفي الأوسط ممكن أيضا. كان جميع المرشحين منذ عام 1939 للمشاركة بنجاح في اختيار SS-Fuehrer. المشاركة في الاختيار تتطلب العضوية في الحزب النازي. |
| هوهيرر دينست (مهنة أعلى)               | شهادة جامعية                                      | من الحياة المدنية | من الحياة المدنية |